# Paul Mullin
Paul Philip Mullin (Litherland, 6 novembre 1994) è un calciatore inglese, attaccante del Wrexham.

## Carriera
Ha giocato nelle giovanili di Everton, Liverpool ed Huddersfield Town; con quest'ultimo club nella stagione 2013-2014 è stato anche aggregato alla prima squadra, militante nella seconda divisione inglese; nella seconda metà della stagione 2013-2014 ha trascorso un periodo in prestito al Vauxhall Motors, con cui ha giocato 4 partite in sesta divisione.
Rimasto svincolato si accasa in quarta divisione al Morecambe, club con cui il 12 agosto 2014 esordisce tra i professionisti subentrando dalla panchina della partita di Coppa di Lega persa per 1-0 in casa contro il Bradford City. Quattro giorni più tardi subentra invece dalla panchina nella prima giornata di campionato nel successo casalingo per 3-2 sui gallesi del Newport County, realizzando il gol della vittoria (che è anche il suo primo gol in carriera in competizioni professionistiche). Nel corso del settembre del 2014 dopo aver realizzato 3 reti nelle sue prime 7 partite ufficiali con il club prolunga fino al termine della stagione 2016-2017 il suo contratto, che altrimenti sarebbe scaduto alla fine della stagione 2014-2015. Rimane in effetti agli Shrimps per l'intera durata del contratto in questione, giocando costantemente da titolare e realizzando 28 reti in 140 presenze tra tutte le competizioni ufficiali (tra cui 122 presenze e 25 reti in incontri di campionato, tutti in quarta divisione). Gioca poi in quarta divisione anche nel corso della stagione 2017-2018, nella quale è autore di 6 reti in 40 partite di campionato giocate con lo Swindon Town.

## Palmarès

### Club

#### Competizioni nazionali
- National League: 1

Wrexham: 2022-2023

### Individuale
- Capocannoniere della National League: 1

2021-2022 (26 reti)